# Tom Goyvaerts
Tom Goyvaerts (ur. 20 marca 1984 w Antwerpii) – belgijski lekkoatleta specjalizujący się w rzucie oszczepem.
Uczestnik mistrzostw świata w Berlinie (2009) - z wynikiem 77,37 nie awansował do finału. Trzykrotny mistrz Belgii (2007 & 2008 & 2010). Rekord życiowy: 82,25 (17 czerwca 2009, Ostrawa).

## Osiągnięcia
| Rok  | Impreza                              | Miejsce   | Lokata            | Wynik |
| ---- | ------------------------------------ | --------- | ----------------- | ----- |
| 2003 | Mistrzostwa Europy juniorów          | Tampere   | 9. miejsce        | 64,73 |
| 2007 | Superliga pucharu Europy             | Monachium | 7. miejsce        | 75,39 |
| 2008 | Światowy finał IAAF                  | Stuttgart | 8. miejsce        | 73,47 |
| 2009 | I liga drużynowych mistrzostw Europy | Bergen    | 9. miejsce        | 74,15 |
| 2009 | Mistrzostwa świata                   | Berlin    | el. - 23. miejsce | 77,37 |
| 2010 | I liga drużynowych mistrzostw Europy | Budapeszt | 1. miejsce        | 78,99 |
| 2012 | Zimowy puchar Europy w rzutach       | Bar       | 5. miejsce        | 75,52 |